# الجبهة التقدمية الهندية الماليزية
الجبهة التقدميّة الهندية الماليزية (بالملايوية: Barisan Kemajuan India Se-Malaysia)‏، (بالتاميلية: அகில மலேசிய இந்தியர் முன்னேற்ற முன்னனி)‏، هو حزب سياسي ماليزي. إنه حزب منشق من المؤتمر الهندي الماليزي الذي أسسه MG بانديث في عام 1990. كان الحزب أحد مكونات الائتلاف المعارض البائد، جاجاسان راكيات من 1990 إلى 1996، لكنه يدعم حاليًا تحالف باريسان ناسيونال مع أنه ليس عضوًا به. لقد فشل الحزب في طلبه للإنضمام إلى تحالف باريسان ناسيونال بعد اعتراض المؤتمر الهندي الماليزي.

## روابط خارجية
- Official website
- الجبهة التقدمية الهندية الماليزية  على فيسبوك.